# Essedarius
Een essedarius was een gladiator die vocht vanaf Gallische of Britse strijdwagens (Esseda of Essedum). De essedarii (meervoud van essedarius) worden vaak vermeld in inscripties (Orelli, Inscrip. 2566, 2584, &c.)

## Bewapening
De essedarius was een middelzwaar gebouwde vechter. Zijn bewapening bestond uit een kort zwaard en vermoedelijk tevens een lans of speer (pilum). Ter bescherming droeg hij een helm, een ovaal middelgroot schild, armbescherming (manica) aan de zwaardarm en bandages aan de onderbenen. Hij droeg verder een lendenbeschermer (subligaculum) en een gordel (balteus of cingulum).

## Tegenstander
De essedarii vochten in wedstrijdverband tegen andere essedarii, in zeldzame gevallen ook tegen de retiarius (een vechter met netten). Vermoed wordt dat een gevecht op de strijdwagen begon en op de grond voortgezet werd. Ook wordt vermoed dat later de wagens geheel niet meer werden gebruikt en het gehele gevecht op de grond werd gevoerd.

## Referentie
- W. Smith, art. gladiatores, in W. Smith, A Dictionary of Greek and Roman Antiquities, Boston, 1870, p. 575. (Engels)
- Marcus Junkelmann: Das Spiel mit dem Tod. So kämpften Roms Gladiatoren. Mainz am Rhein, 2000 (tijdschrift Antike Welt, Sonderheft; Zaberns Bildbände zur Archäologie), ISBN 3-8053-2563-0. (Duits)